# Paul Gabor
Dans le nom hongrois Gábor Pál, le nom de famille précède le prénom, mais cet article utilise l’ordre habituel en français Pál Gábor, où le prénom précède le nom.
Pál Gábor, connu également sous son nom francisé Paul Gabor, né le 14 décembre 1913 à Székesfehérvár et mort le 20 juillet 1992, est un graphiste et typographe hongrois installé à Paris en 1956. 

## Biographie

### 1935-1936: les années hongroises
Après avoir passé un CAP de peintre en bâtiment à l'âge de 17 ans, Pál Gábor a l'autorisation de sa famille pour monter à Budapest afin de passer son baccalauréat, puis des études supérieures qui le conduisent à entrer en 1931 à l'Atelier, fondé selon le principe pluridisciplinaire du Bauhaus par Sándor Bortnyik. Il y côtoie parmi ses enseignants Gusztáv Végh, Albert Kner, Gyula Kaesz et Lajos Kozma. Il entame sa carrière professionnelle en 1935 au sein du studio d'István Irsai puis dans celui de l'architecte Ferenc Kende. 
Après la Seconde Guerre mondiale durant laquelle il sert comme soldat avant d'être déporté, il revient à Budapest et réalise plusieurs affiches de propagande pour le compte du Parti social-démocrate hongrois et du ministère hongrois de la Culture. Chargé de scénographier le stand des jouets hongrois du Salon de l’enfance à Paris, il prend le train pour la France le 23 octobre 1956, très peu de temps avant que n'éclate l'Insurrection de Budapest. Craignant que le soulèvement contre le régime communiste s'accompagne d'une vague d'actes antisémites, il décide de ne pas rentrer à Budapest et parvient à faire venir sa femme Klára et son fils Péter dans la capitale française.

### 1956-1993: de l'arrivée à Paris à Typogabor
Pál Gábor ouvre son premier studio parisien en 1968. En 1983, il fonde le studio de typographie Typogabor où il travaille aux côtés de son fils Peter Gabor. L'État français lui demande cette même année de réaliser l'identité visuelle de la République Française. Il dessine alors un alphabet composé de lettres rappelant celles romaines gravées dans la pierre. La police qu'il dessine sera déclinée de deux façons afin de s'adapter aux papiers institutionnels. Pál Gábor dessinera d'autres alphabets (dont un particulièrement moderne pour la banque de la Henin).

## Œuvre
Les mises en pages de Pál Gábor sont toujours conçues comme une organisation spatiale architecturée. Il s'inspire d'une antique, lettrage créé par Paul Renner, en la redessinant pour l'inclure dans un espace construit en diagonale qui rappelle les nombreux travaux des constructivistes du Bauhaus et des graphistes russes.